# Joseph Schröffer
Joseph Schröffer (20 de fevereiro de 1903 - 7 de setembro de 1983) foi um cardeal alemão da Igreja Católica Romana . Ele serviu como Secretário da Sagrada Congregação de Seminários e Universidades de 1967 a 1976, e foi elevado ao cardinalato em 1976.

## Biografia
Nascido em Ingolstadt , Joseph Schröffer estudou no seminário em Eichstätt e na Pontifícia Universidade Gregoriana em Roma antes de ser ordenado ao sacerdócio em 28 de outubro de 1928. Ele então continuou seus estudos em Roma até 1931, quando empreendeu seu ministério pastoral entre exilados alemães até 1933. Antes de servir como vigário geral de Eichstätt de 1941 a 1948, lecionou na Escola Superior de Filosofia e Teologia de lá.
Em 23 de julho de 1948, Schröffer foi nomeado bispo de Eichstätt pelo Papa Pio XII. Ele recebeu sua consagração episcopal em 21 de setembro do arcebispo Joseph Otto Kolb , com os bispos Joseph Wendel e Arthur Landgraf servindo como co-consagradores . Schröffer participou do Concílio Vaticano II de 1962 a 1965, e entrou na Cúria Romana ao ser nomeado Secretário da Sagrada Congregação de Seminários e Universidades em 17 de maio de 1967. Como Secretário, ele foi o segundo mais alto funcionário daquele dicastério., sucessivamente sob os cardeais Giuseppe Pizzardo e Gabriel-Marie Garrone . Schröffer foi posteriormente promovido a Arcebispo Titular de Volturnum em 2 de janeiro de 1968. Em 1973, após o lançamento do documento Mysterium Ecclesia da Congregação para a Doutrina da Fé , o Arcebispo atacou o teólogo liberal Hans Küng por sua oposição à infalibilidade papal. . 
O Papa Paulo VI criou-o Cardeal Diácono de S. Saba no consistório de 24 de maio de 1976. Na mesma data, Schröffer renunciou ao cargo de Secretário de Seminários e Universidades, após nove anos de serviço. Ele foi um dos cardeais eleitores que participaram dos conclaves de agosto e outubro de 1978 , que selecionaram os papas João Paulo I e João Paulo II, respectivamente. O Cardeal serviu como representante papal especial para a celebração do jubileu da Catedral de Colônia em 15 de agosto de 1980.
Schröffer morreu em Nuremberg aos 80 anos e está enterrado na Catedral de Eichstätt .